# Lethe rohria
Lethe rohria är en fjärilsart som beskrevs av Fabricius 1787. Lethe rohria ingår i släktet Lethe och familjen praktfjärilar. Inga underarter finns listade i Catalogue of Life.

## Bildgalleri

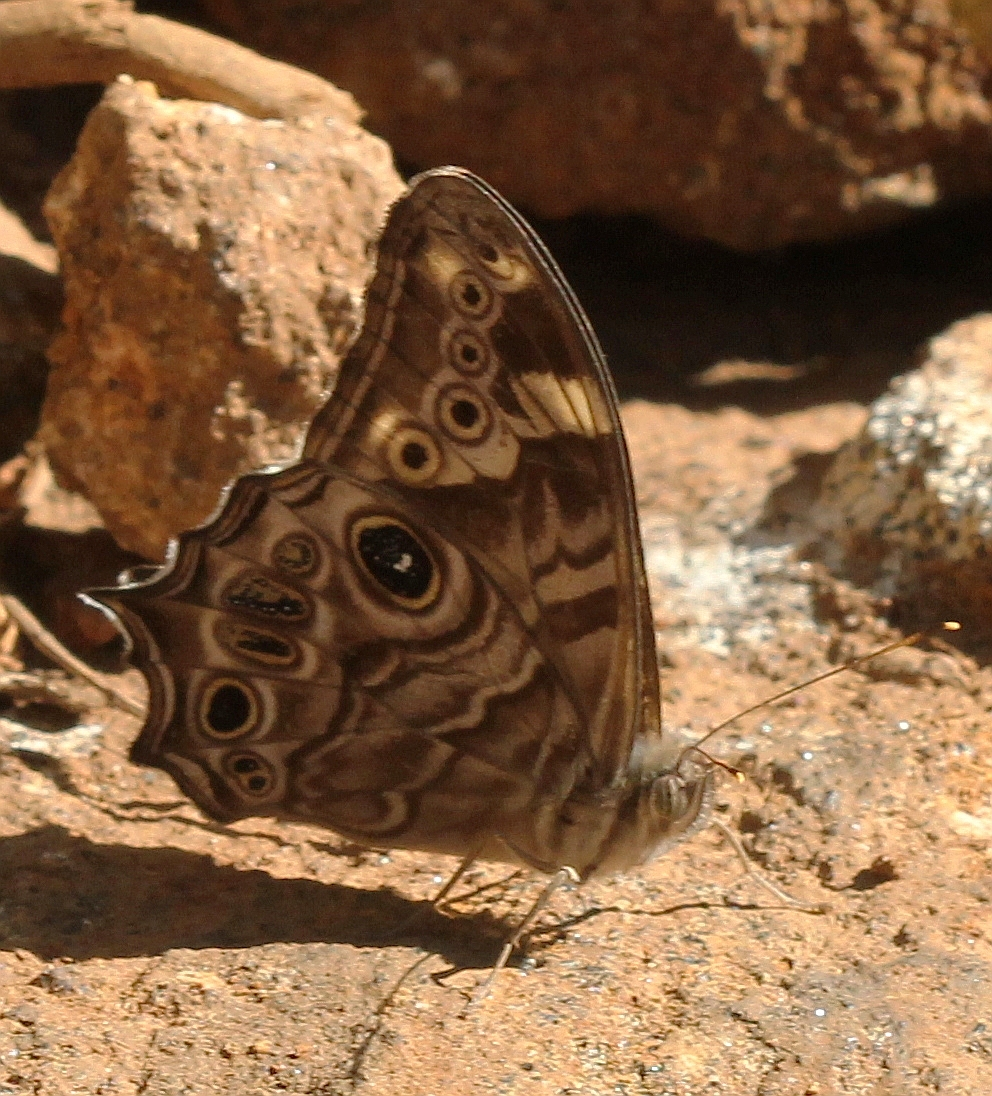
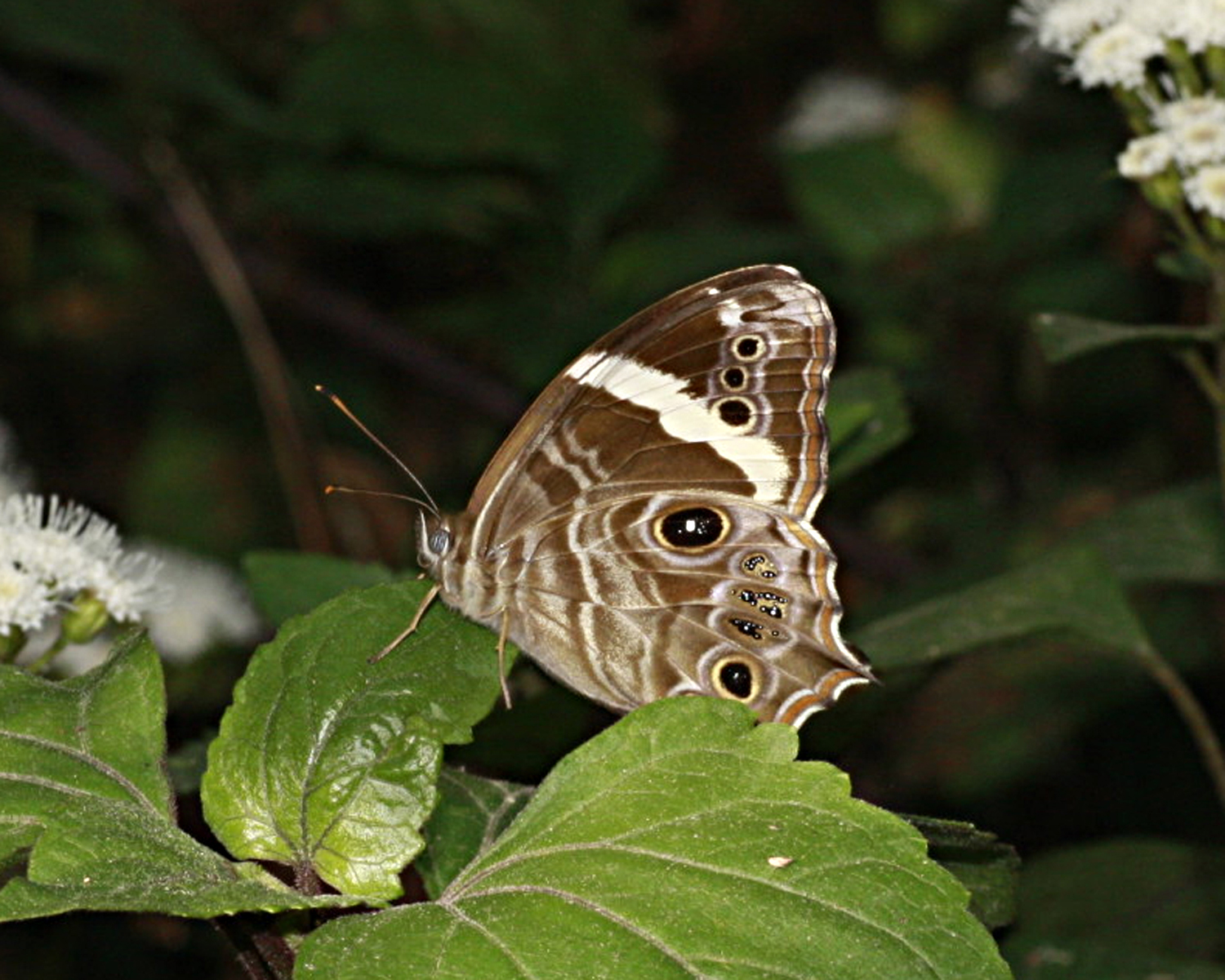